# Lo Còr de la Plana
Lo Còr de la Plana és un grup de polifonies masculines que canta en occità. El grup va néixer el 2001 al districte de La Plana de Marsella.

## Història

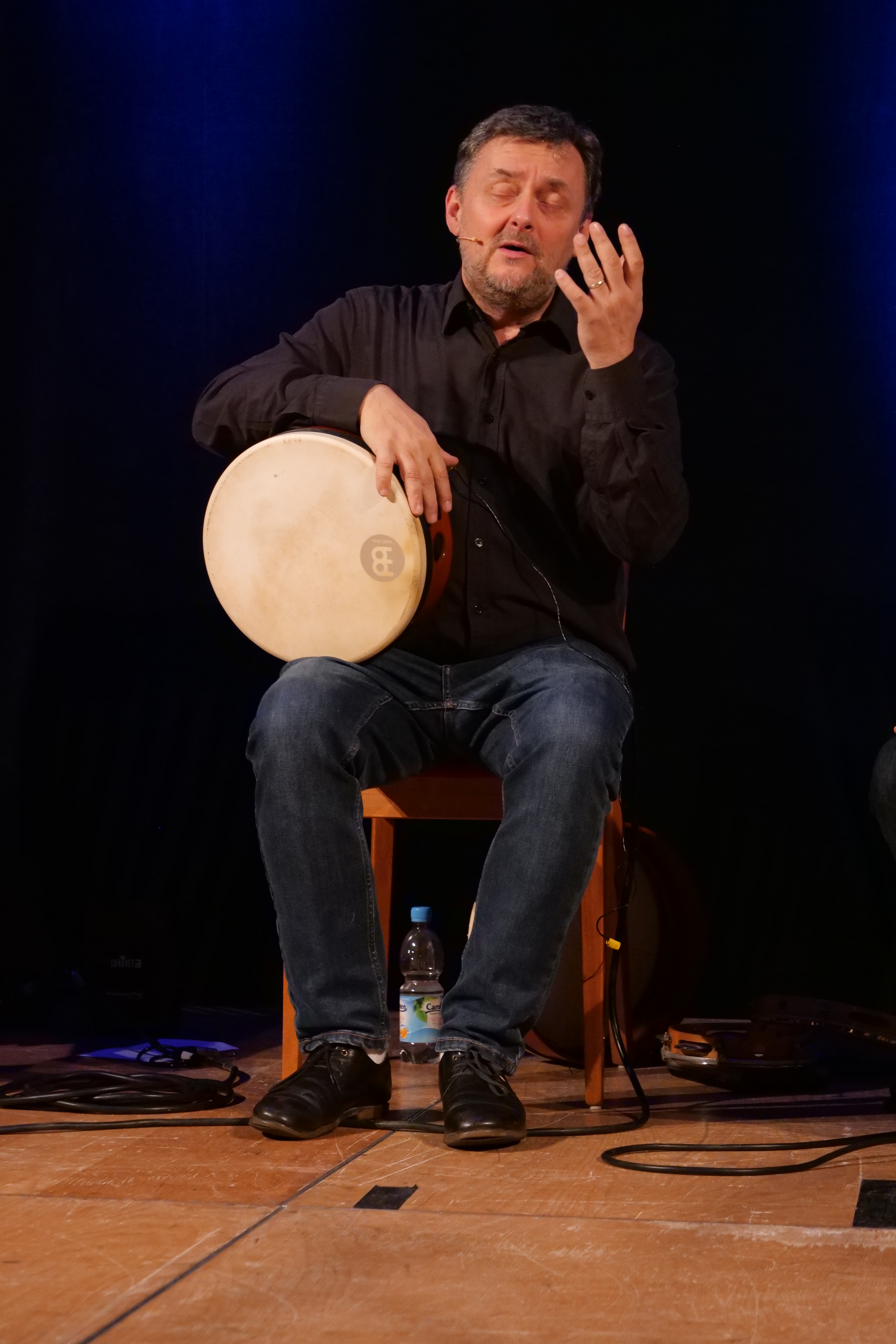
Manu Théron.

Lo Còr de la Plana està compost per membres que provenen d'altres grups musicals que també tenien l'occità com a llengua d'interpretació. Manu Théron ve de Gacha Empega, Benjamin Novarino-Giana ve de Nux Vomica, Denis Sampieri ve de Raspigaous.
Malgrat la seva base musical es basa en el repertori tradicional provençal, el grup també experimenta amb la música mediterrània integrant instruments com el bendir (tamborí de marc). Més enllà dels referents culturals propis, l'univers musical de Lo Còr de la Plana es deixa influenciar per grups que van des de Ramones fins a The Velvet Underground.
Si bé les cançons del primer disc eren interpretacions de la música tradicional, els textos del segon disc ja van ser majoritàriament creacions pròpies.

## Discografia
Lo Còr de la Plana ha tret tres discs (2020)ː
- Es lo titre (Nord Sud) 2003
- Tant deman (Buda Musique) 2007
- Marcha ! (Buda Musique) 2012[5]